# Pheidole variolosa
Pheidole variolosa är en myrart som beskrevs av Carlo Emery 1892. Pheidole variolosa ingår i släktet Pheidole och familjen myror. Inga underarter finns listade i Catalogue of Life.